# El bengador Gusticiero y su pastelera madre
El bengador Gusticiero y su pastelera madre es una película española de comedia estrenada en 1977, dirigida por Forges, en la que fue su segunda y última película como director. La primera de ellas fue País, S.A. de 1975.

De la película fue publicado un sencillo por la discográfica EMI-Odeon, SA.

## Sinopsis
Un hombre fue abandonado por su madre cuando era niño en un convento de monjas. Éste crece sin conocer su origen, pero al llegar a los treinta años decide investigar quienes eran sus padres. En su búsqueda llegará al pueblo de sus ancestros, el cual está dominado desde hace muchos años, por un cacique que tiene a los habitantes bajo su dominio. El héroe conocerá a unas hermanas gemelas que son las únicas que hacen frente al villano, y a un pastor que se ha exiliado voluntariamente en unas montañas cercanas. En la búsqueda de su secreto, asumirá la personalidad de un mítico héroe lugareño.

## Reparto
- José Lifante como	Mariano / El Bengador Gusticiero
- María Luisa San José como Bienve
- Fernando Delgado como Trifonio
- Chus Lampreave como Rosalinda
- Blaki como	 Roberto Blas
- Félix Rotaeta como	Pastor / Ermitaño
- María Rubio
- Matilde Baeza
- Patricia Mendy
- Luis Barbero como Anciano
- Ángeles González Sinde como Niña